# Georgino Orellana
Jorge Alberto "Georgino" Orellana (14 de febrero de 1960 – 20 de abril de 2010) fue un periodista, productor y presentador de televisión hondureño de la cadena privada Televisión de Honduras. Orellana fue asesinado el 20 de abril de 2010, convirtiéndose en el sexto periodista hondureño en ser asesinado en el país desde el 1 de marzo de 2010.
Además de su trabajo como periodista, Orellana era profesor de periodismo en la Universidad Nacional Autónoma de Honduras en San Pedro Sula. Antes de esto, fue periodista de Televicentro, una de las televisiones más importantes del país. Orellana dejó Televicentro después del golpe de Estado en Honduras de 2009, alegando diferencias de opinión sobre la posición editorial sobre el gobierno interino del presidente del país Roberto Micheletti. (Televicentro había favorecido al gobierno interino sobre el derrocado expresidente Manuel Zelaya).
Orellana presentaba el programa En vivo con Georgino en la Televisión de Honduras en la ciudad norteña de norte de San Pedro Sula. Sin embargo, Orellana no informaba sobre los problemas políticos o sociales controvertidos, como el gobierno o el narcotráfico.
Orellana fue disparado cuando dejaba el edificio de Televisión de Honduras em Pedro Sula el 20 de abril de 2010 a las nueve de la noche. Fue trasladado al Hospital Mario Catarino Rivas, donde se certificó su muerte.
Pocos días después, la policía detuvo a Jonathan Joseph Cockborn Delgado como responsable del asesinato del periodista. Las investigaciones concluyeron que el motivo del asesinato fue el del robo. El 12 de septiembre de 2012 fue condenado a 28 años de prisión por el delito de asesinato, escapando de la prisión dos años después.